# One Wall Centre

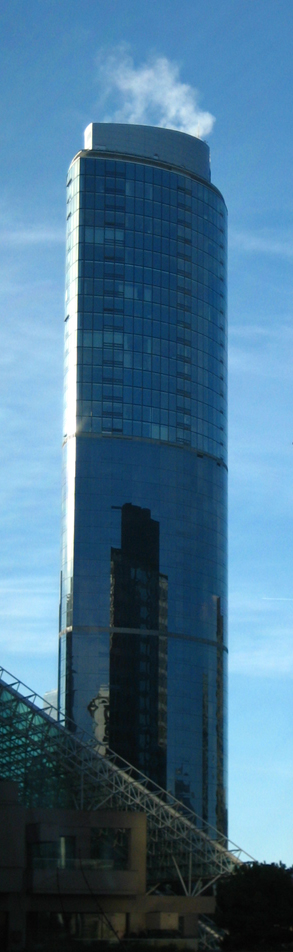
O One Wall Centre.

O One Wall Centre, também conhecido como Sheraton Wall Centre - North Tower, é actualmente o edifício mais alto de Vancouver, Colômbia Britânica, Canadá. Localiza-se no nº 1088 da Burrard Street.
O One Wall Centre foi desenhado pela  Busby and Associates Architects. Foi completado em 2001 e ganhou o Emporis Skyscraper Award no mesmo ano.